# 新阿列克西伊夫卡 (別爾江斯克區)
46°48′18″N 36°11′59″E / 46.80500°N 36.19972°E
新阿列克西伊夫卡（烏克蘭語：Новоолексіївка）是位於烏克蘭東南部的村莊，由扎波羅熱州別爾江斯克區的普里莫爾斯克市鎮負責管轄。該村始建於1861年，面積3.74平方公里，海拔高度24米，2001年人口687，人口密度每平方公里183.9人。